# 아인슈타인 방정식

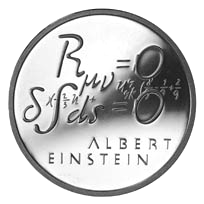
아인슈타인 방정식을 나타내는 1979년 스위스 5프랑 기념 주화. 물질과 우주 상수가 없을 경우의 아인슈타인 방정식 (리치 곡률이 0)이 새겨져 있다.

아인슈타인 방정식(Einstein方程式, 독일어: Einsteingleichungen, 영어: Einstein equations) 또는 아인슈타인 장 방정식(EFE, 영어: Einstein Field Equations)은 일반 상대성 이론에서 물질 분포로부터 시공간의 곡률을 계산하는 방정식이다. 방정식의 이름은 일반 상대성 이론을 주창하고 방정식을 완성한 알베르트 아인슈타인의 이름을 딴 것이다.
아인슈타인 방정식은 전자기학의 맥스웰 방정식처럼 일반 상대성 이론을 기술하는 장, 즉 시공간의 기하(아인슈타인 텐서)를 그 근원(source)인 에너지-운동량 텐서와 연결한다. 고전 역학적으로 시공간의 기하는 중력 작용과 연관되어 있으므로, 일반 상대성 이론은 중력 이론이라 할 수 있다.
아인슈타인 방정식은 연립 비선형 편미분방정식이며, 그 해는 계량 텐서의 10개의 성분 {\displaystyle g_{\mu \nu }}로 구성되어 있다. 그것의 물리적 의미(행성의 궤도 등 중력 현상)를 파악하기 위해서는 측지선 방정식의 도움이 필요하다.
아인슈타인 방정식에 우주 상수를 나타내는 항을 추가할 수 있다. 이는 계량 텐서에만 의존하나, 마치 에너지-운동량 텐서와 같이 행동한다.

## 역사
중력을 특수 상대성 이론에 맞게 재구축하려던 아인슈타인은 1907년 좌표계를 가속시키면 중력장을 얻을 수 있다는 등가 원리를 제시하였으며, 이와 관련하여 모든 운동 상태의 좌표계에서 물리법칙을 동일하게 기술할 수 있다는 일반 상대성 원리를 제시하였다.
아인슈타인은 1912년 특수 상대성 이론에 근거해 원운동 좌표계에서 유클리드 기하학이 성립하지 않는다는 사실을 알아냈다. 이에 따라 특정 운동 상태의 좌표계를 정의하기 어려워지자 모든 좌표계에서 물리법칙이 동일하다는 일반 공변 원리(일반 공변성)를 제시하였다. 아인슈타인은 대학 동기였던 수학자 마르셀 그로스만의 도움을 받아 미분 기하학을 공부하고, 일반 공변성을 실현시키기 위해 민코프스키의 4차원 시공간을 일반화하여 물리량들을 텐서로 재정의하고 이들을 이용한 텐서 방정식을 구축하였다. 그 결과는 1913년 일반 상대성 이론의 초안(entwurf)으로 발표되었다.
에너지-운동량 텐서가 계량 텐서로 정의된 중력장을 결정한다는 아인슈타인 방정식의 기본 개념은 이미 초안 논문에서 잘 설명되어 있다. 계량 텐서는 시공간의 기하학을 결정할 뿐 아니라, 그 성분은 시공간의 각 점 근방에서 좌표계가 어떻게 놓여있는지를 말해준다. 따라서 계량 텐서를 통해 물질 과정에 대한 중력장의 영향을 표현하고, 거꾸로 물질이 계량 텐서를 결정하는 방정식은 중력장 방정식이 된다. 다만, 당시 아인슈타인은 미분 기하학에 대한 물리적 해석이 미숙하여 일반 공변성을 만족시키는 중력장 방정식이 불가능하다 여기고 선형 변환에만 공변적인 방정식을 취하였다.
2년 뒤인 1915년 11월에 이르러 미분 기하학에 대한 이해가 성숙하면서 방정식의 형식적 오류를 발견한 아인슈타인은 기존 중력장 방정식을 폐기하고, 일반 공변성을 만족시키는 현재의 방정식으로 바꾸었다. 아인슈타인은 이 방정식이 실제로 뉴턴의 만유인력 법칙을 유도하고, 르베리에가 1859년 제시한 수성의 근일점 이동 문제를 잘 해결한다는 것을 보였다. 한편, 비슷한 시기에 다비트 힐베르트도 독립적으로 같은 형태의 방정식을 제시하였다. 힐베르트는 아인슈타인-힐베르트 작용을 이용하였다.
아인슈타인 방정식은 1917년 아인슈타인이 일반 상대론으로 우주론을 전개한 논문에서 우주 상수를 도입하면서 최종적으로 일반화되었다.

## 수학적 표현

### 기본형
아인슈타인 방정식의 가장 기본적인 형태는 다음과 같다.
{\displaystyle G_{\mu \nu }=\kappa T_{\mu \nu }}
이 때, {\displaystyle G_{\mu \nu }} 는 아인슈타인 텐서, {\displaystyle T_{\mu \nu }}는 에너지-운동량 텐서이고 {\displaystyle \kappa }는 비례 상수(아인슈타인 중력 상수)이다.
아인슈타인 텐서는 리치 텐서 {\displaystyle R_{\mu \nu }}와 리치스칼라 {\displaystyle R}에 대하여
{\displaystyle G_{\mu \nu }=R_{\mu \nu }-{\frac {1}{2}}g_{\mu \nu }R}
이고, 이는 계량 텐서 {\displaystyle g_{\mu \nu }}와 그 일계, 이계 미분에만 의존하는 대칭 텐서이다. 따라서, 이 방정식은 {\displaystyle g_{\mu \nu }}의 {\displaystyle 10}개의 성분을 결정한다.
비례 상수 {\displaystyle \kappa }는 중력 상수 {\displaystyle G=6.674\times 10^{-11}\mathrm {m^{3}kg^{-1}s^{-2}} }와 진공에서의 광속 {\displaystyle c}에 대하여
{\displaystyle \kappa ={\frac {8\pi G}{c^{4}}}\approx 2.07664744\times 10^{-43}\mathrm {N} ^{-1}}
이다.
아인슈타인 방정식의 기본형에서는 물질이 없는 진공 상태일 때 시공간의 곡률도 {\displaystyle 0}이 된다. 우주론을 제외한 일반적인 천체 문제에서는 기본 형태의 방정식이 충분히 유효하다.

### 부호 규약
Misner, Throne, Wheeler의 저서 <Gravitation> (Freeman, 1973)에 따르면, 각 교과서나 논문에서 아인슈타인 방정식의 부호를 표기하는 방법은 다음 세가지 요소로 이루어진 부호 규약(sign convention)에 의해 결정된다.
(1) 계량 부호수
{\displaystyle (-,+,+,+)} (공간꼴/space-like, {\displaystyle +}) 혹은 {\displaystyle (+,-,-,-)} (시간꼴/time-like, {\displaystyle -})
(2) 리만 곡률 텐서
{\displaystyle +{R^{\mu }}_{a\beta \gamma }=\Gamma _{a\gamma ,\beta }^{\mu }-\Gamma _{a\beta ,\gamma }^{\mu }+\Gamma _{\sigma \beta }^{\mu }\Gamma _{\gamma \alpha }^{\sigma }-\Gamma _{\sigma \gamma }^{\mu }\Gamma _{\beta \alpha }^{\sigma }}
(3) 아인슈타인 텐서
{\displaystyle G_{\mu \nu }=+\kappa T_{\mu \nu }}
(2)와 (3)은 리치 텐서의 부호 {\displaystyle +R_{\mu \nu }=R_{\,\,\mu \alpha \nu }^{\alpha }}로 호환된다. 아인슈타인, 에딩턴, 더 시터르를 비롯한 초기 학자들은 {\displaystyle (-,+,-)}를 많이 사용하였다.
이 문서에서는 전반적으로 동일 저서 <Gravitation>이 채택하고 있는 LLSC(Landau-Lifshitz Space-like Convention, 1962) {\displaystyle (+,+,+)}을 사용한다.

### 다른 형식
아인슈타인 방정식
{\displaystyle R_{\mu \nu }-{\frac {1}{2}}g_{\mu \nu }R=\kappa T_{\mu \nu }}
의 대각합을 취하면
{\displaystyle (1-D/2)R=\kappa T}
이다. 여기서 {\displaystyle D}는 시공간의 차원이다. 따라서 아인슈타인 방정식을 다음과 같이 동등한 형태로 쓸 수 있다.
{\displaystyle R_{\mu \nu }=\kappa \left(T_{\mu \nu }-{\frac {1}{D-2}}g_{\mu \nu }T\right)}

### 우주 상수
에너지-운동량 보존법칙을 위배하지 않으면서, 방정식의 좌변에 계량 텐서의 어떤 상수배를 더할 수 있다. 이 상수를 우주 상수(cosmological constant)라 하며, 표기는 {\displaystyle \Lambda }(람다)이다. 우주 상수 항이 포함되면 물질이 없는 진공 상태에서도 시공간에 곡률이 발생한다.
{\displaystyle G_{\mu \nu }+\Lambda g_{\mu \nu }=\kappa T_{\mu \nu }}
이는 통상적인 일반 상대론이 허용하는 가장 일반적인 아인슈타인 방정식이다. 이 상수의 값은 매우 작아 일반적인 천체 문제에서는 무시할 수 있고, 대개 우주론적 관점에서 중요하다.
우주 상수는 1917년 우주론 관련 문제를 해결하기 위해 아인슈타인이 처음 도입하였다. 아인슈타인은 마흐 원리를 유지하고 우주의 정적 상태를 설명하려는 목적으로 도입하였지만 이후, 이 해가 만드는 평형 상태가 불안정하다는 것이 밝혀졌다. 일반적으로 아인슈타인 방정식은 완전한 정적 상태의 균일해를 허용하지 않는다. 하지만 대다수의 물리학자들은 우주 상수가 일반 상대론의 가장 일반화된 형태라 보고 아인슈타인의 의도와는 상관없이 방정식에 포함하여 다루었다. 이는 아인슈타인이 에드윈 허블의 관측 결과에 따라 우주 상수를 철회한 후에도 마찬가지였다.
현재 우주론에 따르면 우주 상수는 양수로 추정되며, 우주 상수의 값은 우주의 팽창 속도에 따라 추정이 가능하다. 우주 상수를 우변으로 넘기면
{\displaystyle G_{\mu \nu }=\kappa \left(T_{\mu \nu }-{\frac {\Lambda }{\kappa }}g_{\mu \nu }\right)}
인데, 물질이 이상 유체라고 가정하면 우주 상수가 만드는 가상의 유체는
{\displaystyle \rho _{\Lambda }={\frac {\Lambda }{\kappa c^{2}}},\quad p_{\Lambda }=-{\frac {\Lambda }{\kappa }}}
를 만족시킨다. 우주 상수가 양수라면, 이 물질의 압력은 음수이다.
한편, 양자 역학적으로 접근하자면 이는 영점 에너지 개념과 유사하므로 이것으로도 우주 상수의 값을 추정할 수 있다. 그러나 이 방식으로 예측되는 값은 관측 사실에 따라 추정한 값에 비해 약 1050 ~ 10120 배 정도 더 크다.

## 설명

### 물리적 관점
아인슈타인 방정식은 중력장의 크기가 작고, 물질의 운동 속도가 (광속에 비해) 느리다는 조건 하에 근사를 취했을 때 뉴턴의 중력 법칙, 정확히는 중력장의 푸아송 방정식으로 수렴한다. 따라서 아인슈타인 방정식은 고전적 조건에서 뉴턴 법칙을 포함하도록 일반화된 중력장 방정식으로 볼 수 있다.
아인슈타인 방정식은 물리적으로 뉴턴의 중력 법칙을 묘사하는 중력장 방정식
{\displaystyle \nabla ^{2}\Phi =4\pi G\rho }
를 일반화한다. 여기에서 {\displaystyle \Phi }는 중력장, {\displaystyle G}는 중력상수, {\displaystyle \rho }는 물질의 밀도를 나타낸다. 따라서, 뉴턴 중력을 유도하기 위해서는 새로운 방정식의 좌변에는 중력장을 기술하는 계량 텐서 {\displaystyle g_{\mu \nu }}의 미분을, 우변에는 물질의 밀도를 일반화하는 에너지-운동량 텐서를 삽입해야 할 것이다. 보다 구체적으로 고전적 조건에서
{\displaystyle {\begin{aligned}{\frac {d^{2}x^{i}}{dt^{2}}}&=-\Gamma _{\sigma \tau }^{i}{\frac {dx^{\sigma }}{ds}}{\frac {dx^{\tau }}{ds}}\\&\approx -\Gamma _{00}^{i}\approx -{\frac {1}{2}}{\frac {\partial g_{00}}{\partial x^{i}}}\quad (i=1,2,3)\end{aligned}}}
이므로, {\displaystyle g_{\mu \nu }}는 중력 퍼텐셜의 일반화로 볼 수 있다. 따라서 아인슈타인 방정식을
{\displaystyle G(g_{\mu \nu })=\kappa T_{\mu \nu }}
라 두면, {\displaystyle G(g_{\mu \nu })}는 {\displaystyle g_{\mu \nu }}의 이계 미분에 선형인 랭크 2의 대칭 텐서라 기대할 수 있다. 이 조건을 만족시키는 텐서는 일반적으로
{\displaystyle R_{\mu \nu }+\alpha Rg_{\mu \nu }+\beta g_{\mu \nu }}   ({\displaystyle \alpha ,\beta }는 상수)
이다. 만약 물질이 없을 때({\displaystyle T_{\mu \nu }=0}) 시공간의 곡률이 0이라고 요구한다면 {\displaystyle \beta =0}이라 둘 수 있다. {\displaystyle \alpha }의 값을 결정짓기 위해서는 {\displaystyle T_{\mu \nu }}가 만족시키는 중요한 항등식인 에너지-운동량 정리, 다시 말해 {\displaystyle \nabla _{\mu }T^{\mu \nu }=0}을 활용할 수 있다. 축약된 비앙키 항등식(contracted bianchi identity)을 활용하면 {\displaystyle \alpha =-{\frac {1}{2}}}임을 알 수 있다. 따라서, 아인슈타인 방정식은
{\displaystyle R_{\mu \nu }-{\frac {1}{2}}Rg_{\mu \nu }+\beta g_{\mu \nu }=\kappa T_{\mu \nu }}
가 된다. {\displaystyle \kappa }의 값은 뉴턴 중력장 방정식의 비례 상수 {\displaystyle 4\pi G}와 관련 있다.

### 에너지-운동량 보존법칙
아인슈타인 방정식은 에너지-운동량 보존법칙과 합치된다. 즉,
{\displaystyle \nabla _{\mu }(G^{\mu \nu }+\Lambda g^{\mu \nu })=\nabla _{\mu }G^{\mu \nu }=\nabla _{\mu }T^{\mu \nu }=0}
이다. 좌변(아인슈타인 텐서)은 미분 기하학에 따른 항등식, 우변(에너지-운동량 텐서)은 물리 법칙에 근거한 방정식이므로 이 결과는 시공간과 물질이 얽혀 있는 방식으로 인해 에너지-운동량 보존법칙이 얻어진다고 해석할 수 있다.

### 해의 자유도
{\displaystyle 10}개의 {\displaystyle g_{\mu \nu }}를 결정하기 위해서는 일반적으로 {\displaystyle 10}개의 방정식이 필요하다. 아인슈타인 방정식은 표면적으로는 {\displaystyle 10}개의 방정식이지만 아인슈타인 텐서의 자동적인 공변 보존 성질로 인해 {\displaystyle 4}개는 항등식이다. 따라서 실질적으로 아인슈타인 방정식은 {\displaystyle g_{\mu \nu }}의 {\displaystyle 6}개의 자유도만을 제한하는데, 나머지 {\displaystyle 4}개의 자유도는 방정식의 일반 공변성에 따른 좌표 선택의 자유도에 해당한다. 따라서 일반적으로 물질분포만으로 해가 완전히 결정되지는 않으며, 충분한 좌표 조건을 가해야 한다.

## 아인슈타인-힐베르트 작용
아인슈타인 방정식은 작용으로부터 변분법적으로 유도할 수 있다. 이 작용을 힐베르트 작용(영어: Hilbert action)이라고 부르며, 다음과 같다. (편의상 {\displaystyle c=1}로 놓자.)
{\displaystyle S_{\text{GR}}={\frac {1}{16\pi G}}\int d^{4}x\;{\sqrt {-g}}\left(R-2\Lambda +{\mathcal {L}}_{\text{matter}}\right)}.
시공이 경계가 없는 경우에는 이를 변분하여 아인슈타인 방정식을 얻는다. (시공이 경계가 있는 경우에는 기번스-호킹-요크 경계항(Gibbons-Hawking-York境界項, 영어: Gibbons–Hawking–York boundary term)을 힐베르트 작용에 더하여야 한다.)
여기에서 에너지-운동량 텐서는 중력을 제외한 나머지 물질의 작용으로부터 다음과 같이 정의한다.
{\displaystyle T_{\mu \nu }=-2{\frac {1}{\sqrt {-\det g_{\alpha \beta }}}}{\frac {\delta }{\delta g^{\mu \nu }}}\left({\mathcal {L}}_{\text{matter}}{\sqrt {-\det g_{\alpha \beta }}}\right)=-2{\frac {\delta }{\delta g^{\mu \nu }}}{\mathcal {L}}_{\text{matter}}+g_{\mu \nu }{\mathcal {L}}_{\text{matter}}}.
여기서 {\displaystyle {\mathcal {L}}_{\text{matter}}}는 물질의 라그랑지안 밀도다. 이 에너지-운동량 텐서는 자동적으로 대칭적이며, 뇌터 정리에서 유도되는 에너지-운동량 텐서와는 조금 다르다. (뇌터 에너지-운동량은 일반적으로 대칭적이지 않다.)

## 같이 보기
- 기번스-호킹-요크 항
- 브랜스-딕 이론
- 아인슈타인-카르탕 이론
- 칼루차–클레인 이론
- 필바인
- 슈바르츠실트 해